# Thompson Autorifle

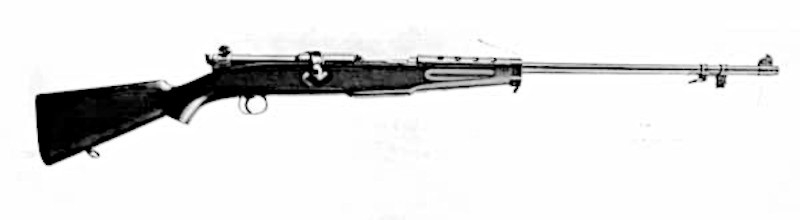
O Thompson Autorifle.

O Thompson Autorifle é um rifle semiautomático que usa um mecanismo do tipo "Blish lock" para atrasar a ação da arma. Foi inicialmente oferecido em .30-06 em 1921, e com o modelo de 1923 em munições 7,62×54mmR "russo".

## Visão geral
Vários protótipos do Thompson Autorifle foram submetidos pela Auto-Ordnance Company aos militares para os testes de rifle semiautomático, mas não foi adotado. O "Autorifle Model 1929", em .276 Pedersen, foi testado em uma competição com os rifles de J.D. Pedersen (blowback retardado) e de John C. Garand (operado a gás), que culminou na adoção do M1 Garand.
Do lado positivo, a ação do Autorifle evitou a complexidade das ações operadas por recuo e por gás. Do lado negativo, o Autorifle exigia munição lubrificada para funcionar corretamente e a ejeção dos invólucros dos cartuchos usados era tão violenta que era perigosa para os que estavam próximos.

## Função
Para recarregar, o Thompson Autorifle usa uma operação de blowback atrasada por "ferrolho interrompido", onde o ferrolho tem travas traseiras interrompidas em ângulo de 85° que precisam superar uma rotação de 110° (90° para destravar antes da combinação de ângulo de 70°/40° e 6°) que retarda a ação até que a pressão do gás caia para um nível seguro para ejetar. O ferrolho trava o percutor na abertura (a la Mauser) e dispara de uma posição fechada. Ao disparar, o gatilho quando puxado empurra uma alavanca conectada a um percutor para disparar a arma. O receptor tem uma seção redonda com o interruptor de segurança na parte traseira junto com a mira traseira. O carregador é alimentado com uma tira segurando 5 munições e lubrificado por almofadas oleadas; protótipos posteriores usaram carregadores "M1918 BAR" de 20 munições.

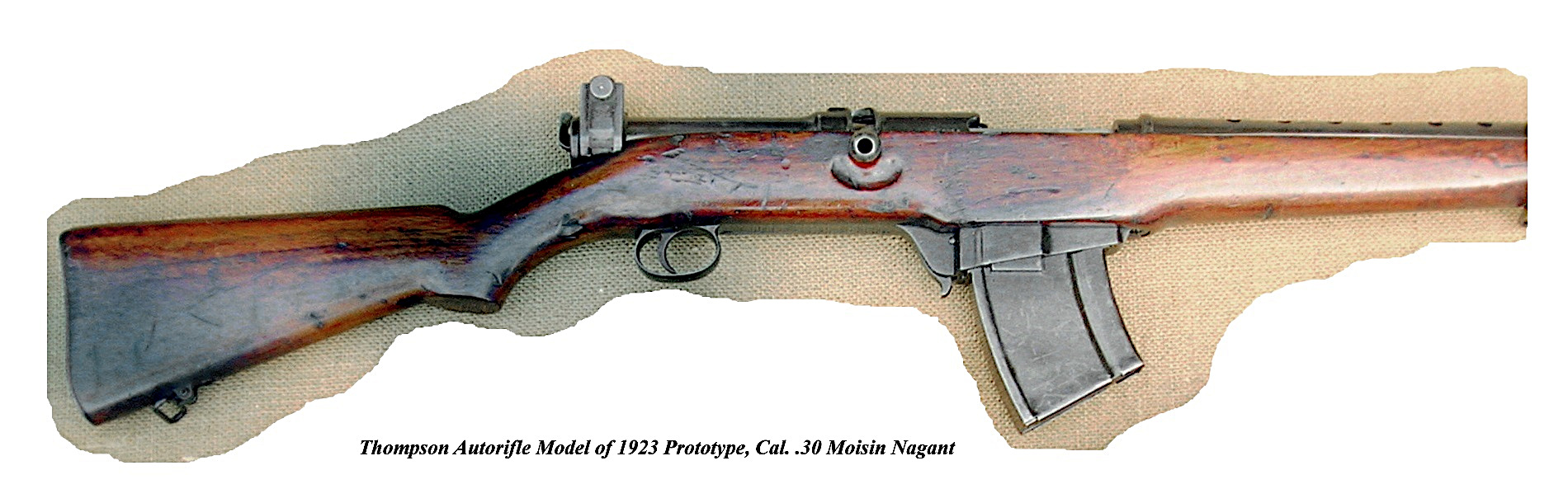
Mecanismo de ação, gatilho e carregador do Thompson Autorifle.

## BSA Autorifle
O BSA Autorifle foi um rifle automático britânico projetado pela "Birmingham Small Arms Co." Este rifle foi fabricado pela BSA sob seu contrato de licença com a "Auto-Ordnance Corp." Foi oferecido para testes do Exército Britânico durante a década de 1920.
A arma era um derivado aprimorado do Thompson Autorifle que poderia ser operado manualmente se as duas 'venezianas' curvas ao redor da cabeça do ferrolho fossem abaixadas. Desta forma, o mecanismo é desconectado e o rifle pode ser usado como carregador manual. Essa facilidade era uma exigência em carregadores automáticos oferecidos para testes britânicos neste período. A arma participou de testes durante 1927 contra um Thompson feito pela Colt, um BSA Thompson 'melhorado', um BSA operado a gás e o Farquhar-Hill. Embora em 1928 relatórios que superaram por pouco o BSA "melhorado" e o Farquhar-Hill em terceiro lugar, ele nunca avançou além dos estágios de protótipo, pois nenhum foi considerado aceitável e o desenvolvimento do BSA Autorifle diminuiu.
A "BSA Guns Ltd", uma licenciada das patentes do Thompson Autorifle, transformou um punhado de Thompsons 1923 em 'rifles pesados' com bipés dobráveis e canos com barbatanas. Os exemplos sobreviventes sugerem que existiam variantes de "Rifle" e "Light Machine Gun" e 6 de ambos os tipos foram fabricados. Os primeiros exemplares foram feitos em 1924 e uma variante "aprimorada" em 1926. O BSA Thompson "aprimorado" tinha uma operação mais curta com uma alça de armar de puxar reta instalada na parte traseira de uma manga de armar.